# 090 (فلم)
090 هو فيلم رعب كويتي عرض بدور السينما بتاريخ 31 ديسمبر 2014. تدور أحداث الفيلم في إطار من الإثارة والرعب، حول مجموعة من الشباب الذين يتوجهون إلى إحدى الشاليهات التي لم تسكن منذ فترة طويلة، ليفاجئوا بوجود عدد كبير من القوى الخفية التي تسكن هذا المنزل، والتي تعكف على مطاردتهم، وذلك لأن هذا الشاليه قد جرت فيه عدد من جرائم القتل في الماضي.
إخراج: ياسر الحيدري (مخرج)
تأليف: يوسف حامد (سيناريو)

## طاقم العمل
- هدى الخطيب
- هند البلوشي
- ليلى عبدالله
- محمد صفر
- علي كاكولي
- يوسف البلوشي
- فاطمة الصفي
- فرح الصراف
- محمد الرشيد
- حمد اشكناني
- ناصر عباس
- عبدالله عباس
- شوق الهادي

## وصلات خارجية
- 090 على موقع فيلمافينيتي (الإسبانية)
- 090 على موقع IMDb (الإنجليزية)